# Never Again (film 1910 Solter)
Never Again è un cortometraggio del 1910 diretto da Harry Solter.
Si tratta di una commedia sulle crociate contro l'alcool.

## Produzione
Il film fu prodotto dall'Independent Moving Pictures Co. of America (IMP).

## Distribuzione
Il film - un cortometraggio di 187,5 metri - uscì nelle sale statunitensi il 24 gennaio 1910, distribuito dall'Independent Moving Pictures Co. of America (IMP). Nelle proiezioni, veniva programmato con il sistema dello split reel, accorpato in un'unica bobina con un altro cortometraggio prodotto dalla IMP, A Rose of the Philippines.